# 恨 (仏教)
 恨 （こん）（梵: upanāha、ウパナーハ）は、仏教が教える煩悩のひとつ。瞋に付随して起こる。
恨み。自分の気に入らぬ人を怨み続ける心である。
忿に続いて生起する。恨を心に持つ人は、これを押さえつけることができない。
このような人は平常心を持つことができず、常に煩悶たる生活を送る。
説一切有部の五位七十五法のうち、小煩悩地法の一つ。唯識派の『大乗百法明門論』によれば随煩悩位に分類され、そのうち小随煩悩である。